# جنيه سانت هيليني
جنيه سانت هيليني هي العملة المتداولة في سانت هيلين والمعتمدة منذ عام 1976, وسانت هيلين هي جزر بريطانية تقبع في المحيط الأطلسي.

## التاريخ
في البداية، استخدم الجنيه الإسترليني في سانت هيلينا، كان ينقسم الجنيه إلى 20 شلن، وكان شلن ينقسم إلى 12 بنسًا. وقبل فبراير 1961، استخدام الجنيه الجنوب أفريقي، الذي كان يساوي في ذلك الوقت يساوي الجنيه الإسترليني، لكن توقف مع إدخال الراند الجنوب أفريقي.
في عام 1976، بدأت حكومة سانت هيلانة في إصدار عملات ورقية عشرية جديدة لاستخدامها في الجزيرة. وامتد استخدام هذه العملات المعدنية والأوراق النقدية إلى جزيرة أسنسيون وتريستان دا كونا.

## العملات المعدنية

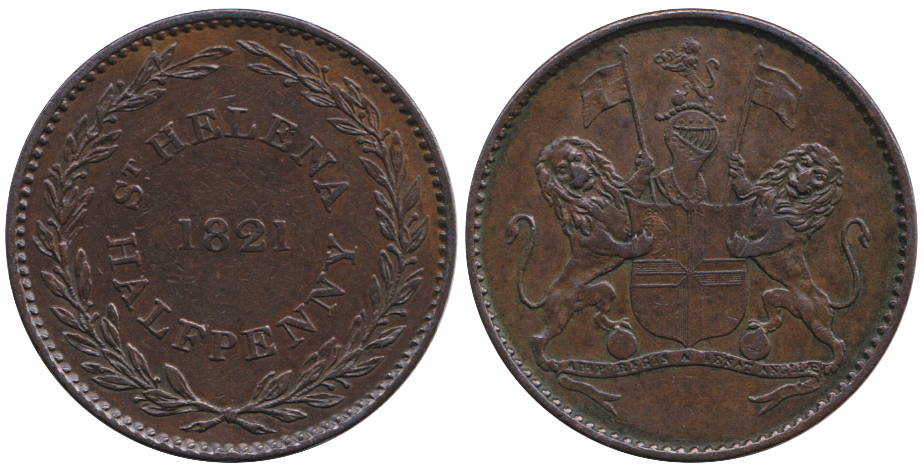
نصف بنس 1821

أصدرت شركة الهند الشرقية نصف بنس نحاسي في عام 1821 واستخدمت في معظم الوقت الذي كانت فيه الشركة تعمل في المنطقة. قبل عام 1984، أصدرت كل من سانت هيلينا وجزيرة أسنشن عملات تذكارية غير متداولة، لكنهما استخدمتا العملات المعدنية البريطانية، واستخدمت الأوراق النقدية الصادرة من سانت هيلانة إلى جانب العملات المعدنية والأوراق النقدية البريطانية.
في عام 1984 أصدرت عملات معدنية لأول مرة باسم سانت هيلينا وأسنسيون بفئات 1 و 2 و 5 و 10 و 50 بنسًا و 1 جنيه. صممتالعملات من قبل مايكل هيبيت. تصور كل عملة نباتات وحيوانات الجزر. كما استخدمت عملات وأوراق سانت هيلانة وأسينسيون في جزيرة تريستان دا كونا، إلى جانب عملات وأوراق بريطانيا.

أعيد تصميم صورة الملكة إليزابيث على معظم العملات في عام 1991، وتبعها العملات المتبقية في عام 1998. كما قدمت 20 بنس سباعية في عام 1998، غير تصميم العملات المعدنية الأقدم لتعرض تصميمات حيوانية جديدة. وفي عام 2002 أصدرت 2 جنيه من النيكل والنحاس 2 جنيه تبعها في عام 2003 تقليص 50 بنس.

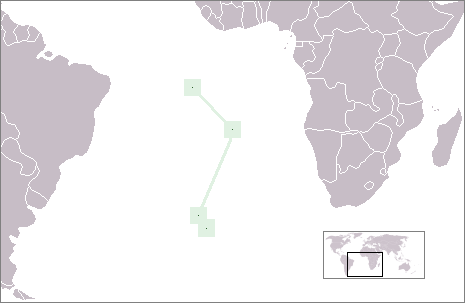
جزر سانت هيلين.

جميع العملات المتداولة على وجهها صورة الملكة إليزابيث الثانية، مع كتابة: «الملكة إليزابيث الثانية»، «سانت هيلانة» والسنة.
تغيرت بعض التصاميم العكسية للعملات المعدنية منذ عام 1984. حيث أظهرت القطع المكونة من 5 بنسات والتي صدرت قبل عام 1998 زقزاق سانت هيلين، في حين أظهرت 10 بنسات الصادرة قبل عام 1998 بساتين الفاكهة. ويوضح الجدول التالي التصاميم الحالية:
| 1 بنس       | 2 بنس                 | 5 بنسات            |
| ----------- | --------------------- | ------------------ |
| تونة        | حمار يحمل حطب         | جوناثان            |
| 10 بنس      | 20 بنس                | 50 بنس             |
| دولفن       | Trochetiopsis ebenus ‏ | سلحفاء بحرية خضراء |
| جنيه        | جنيهان                |                    |
| خرشنة غبساء | شعار سانت هيلينا      |                    |

## الأوراق النقدية
من 1716، وسانت هيلانة تصدر أوراق 21⁄2 و 5 شلن و1 و2 جنيه، والتي صدرت حتى أواخر القرن 18. صدر العدد التالي من الأوراق النقدية في عام 1917. وقد صدر من قبل مجلس عملات سانت هيلينا بفئات 5 و 20 و 40 شلن.
في عام 1976، بدأ مجلس العملة في حكومة سانت هيلانة بإصدار أوراق نقدية بقيمة 1 و 5 جنيه، تلتها أوراق نقدية من فئة 50 و 10 جنيه في عام 1979. وفي عام 1984 سحبت أوراق 50 بيني و1 جنيه واستبدات، وأصدت أوراق نقدية من فئة 20 جنيهًا لأول مرة في عام 1986. وأعيد تصميم 5 جنيه عام 1988.
في عام 2004، أصدرت سلسلة جديدة من الأوراق النقدية بقيمة 5 و 10 و 20 جنيه، من إنتاج شركة دو لا رو، ومع تقديم السلسلة الجديدة، سحبت ورقة 1 جنيه من التداول.